# Gerichtsbezirk Kirchberg am Wagram
Der Gerichtsbezirk Kirchberg am Wagram war ein Gerichtsbezirk in Niederösterreich mit dem Bezirksgericht Kirchberg am Wagram.

## Gemeinden
(Einwohner: Stand 1. Jänner 2024)
- Absdorf (2.469)
- Fels am Wagram (2.503)
- Grafenwörth (3.300)
- Großriedenthal (970)
- Großweikersdorf (3.372)
- Kirchberg am Wagram (3.830)
- Königsbrunn am Wagram (1.434)

## Geschichte
Entstanden ist der Gerichtsbezirk Kirchberg am Wagram aus dem Amtsbezirk Kirchberg am Wagram des Kreises unter dem Manhartsberg. Später war der Gerichtsbezirk ein Teil des politischen Bezirkes Krems-Land. Mit der Schaffung des politischen Bezirkes Tulln im Jahr 1892 aufgrund der Eingemeindung von Hernals und Währing nach Wien wurde der Gerichtsbezirk Kirchberg am Wagram dem Bezirk Tulln zugeschlagen (RGBl. Nr. 179/1891).
2002 wurde der Gerichtsbezirk Kirchberg am Wagram, dessen übergeordneter Gerichtshof bis dahin das Landesgericht Krems war, aufgelöst und dem Gerichtsbezirk Tulln eingegliedert, dessen übergeordneter Gerichtshof das Landesgericht St. Pölten ist.